# موريس غريفز
موريس غريفز (بالإنجليزية: Morris Cole Graves)‏ هو رسام أمريكي، ولد في 28 أغسطس 1910 في Fox, Oregon ‏ في الولايات المتحدة، وتوفي في 5 مايو 2001 في Loleta, California ‏ في الولايات المتحدة بسبب سكتة.

## وصلات خارجية
- موريس غريفز على موقع الموسوعة البريطانية (الإنجليزية)
- موريس غريفز على موقع ديسكوغز (الإنجليزية)